# Isla de San Giulio

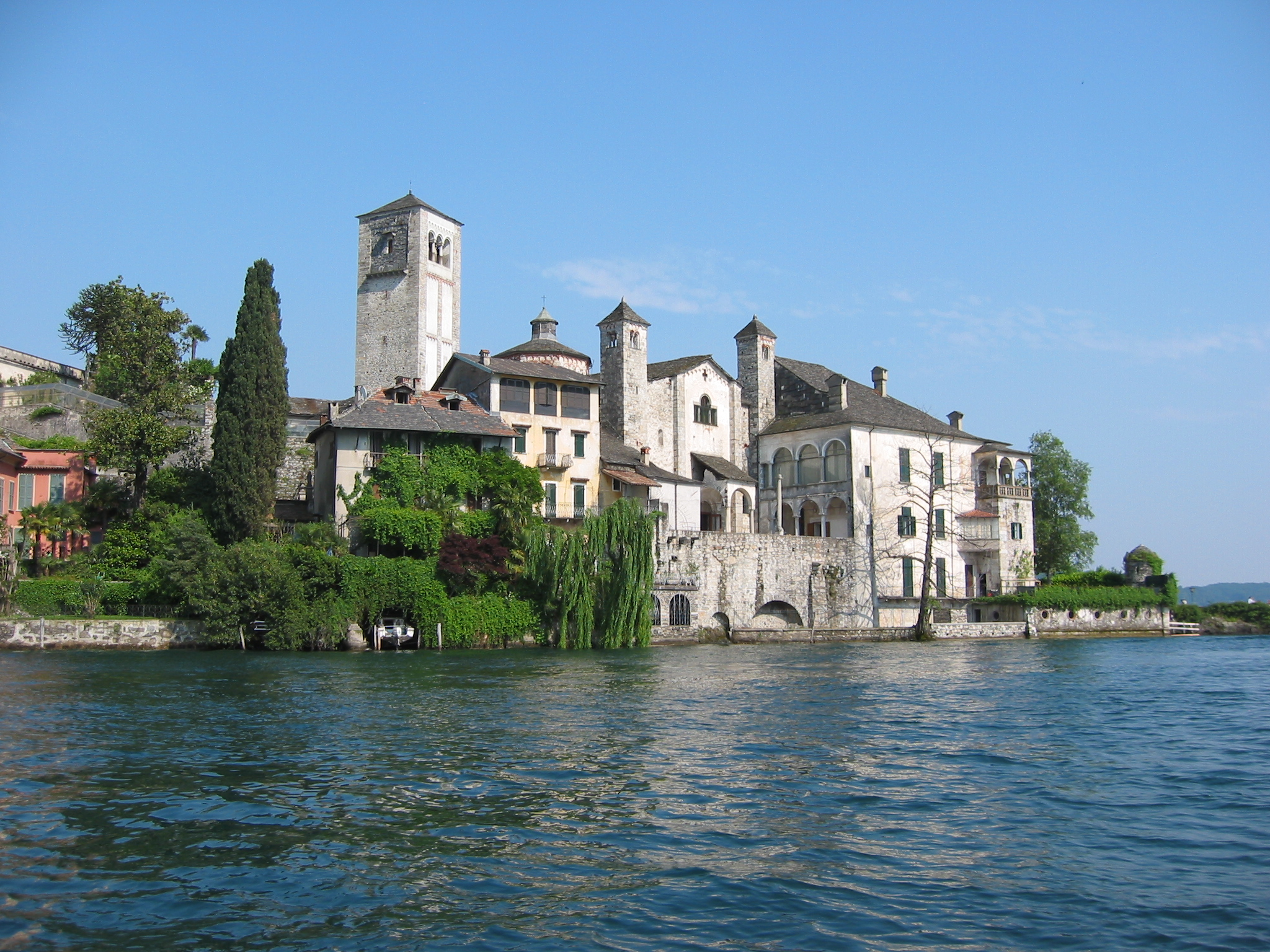
La isla de San Giulio

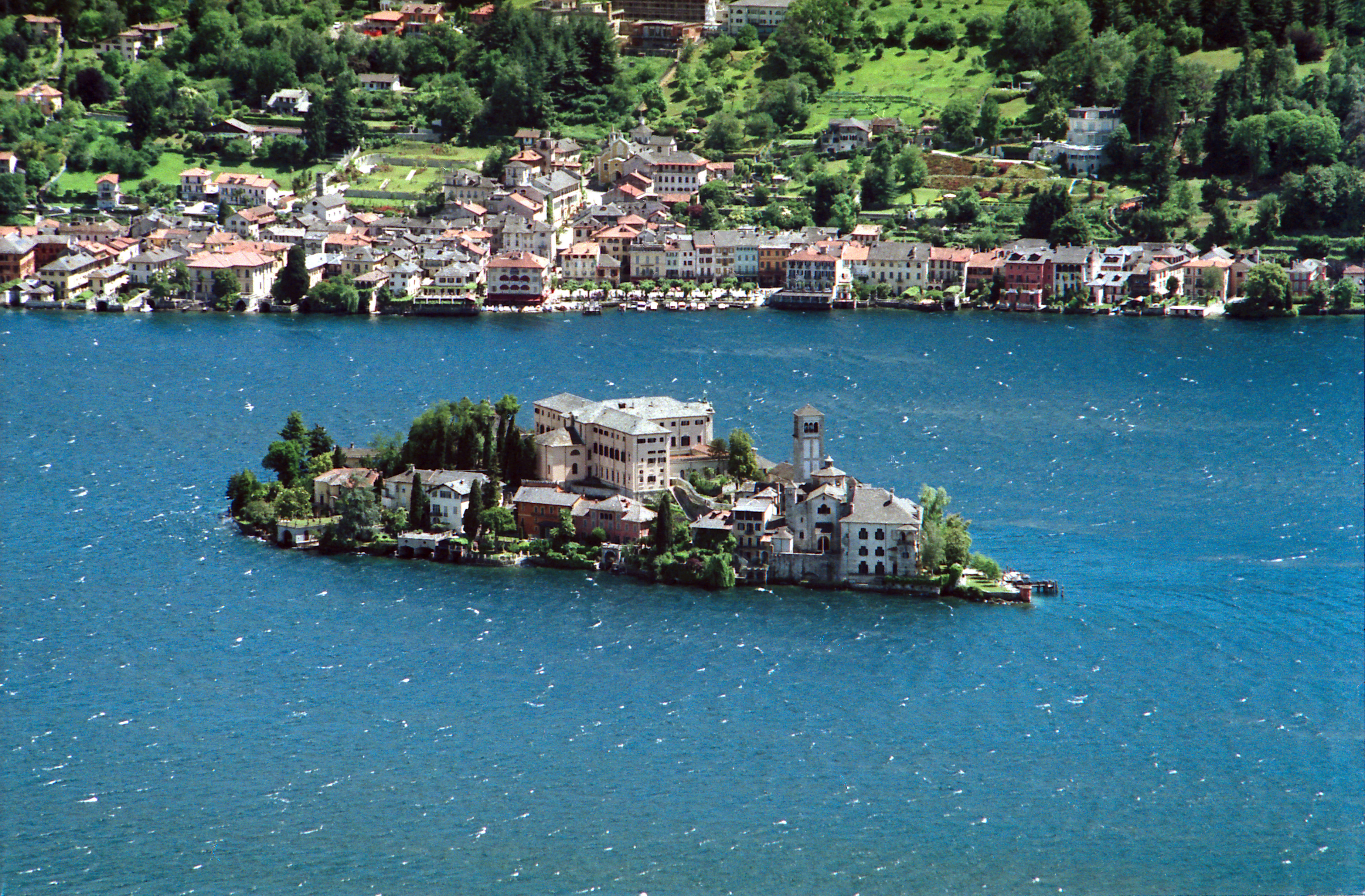
Isla de San Giulio vista desde Madonna del Sasso

La isla de San Giulio (en piamontés ìsola ëd San Giuli, en lombardo Isola de Saben Giuli) es la única isla del lago de Orta y forma parte de la municipalidad de Orta San Giulio, en provincia de Novara, en la región italiana del Piamonte.

## Geografía
Está situada aproximadamente a 400 metros de la costa; mide 275 m de largo y 140 m de ancho y tiene un perímetro de 650 m aproximadamente. En la isla hay un pequeño casco antiguo, cuyos edificios históricos más relevantes son la Basílica de San Giulio y la Abadía Mater Ecclesiae, construida sobre las ruinas de un antiguo castillo, que ocupa la mayoría de la isla. Hoy en día, la isla es el hogar permanente de muy pocas familias, fuera de los que viven en el monasterio. Las otras viviendas son casi todas segundas residencias, donde las personas viven durante unas semanas al año.

## Historia
Según las investigaciones arqueológicas, la presencia humana en la isla se remonta a la antigüedad y se atestigua desde el Neolítico hasta la Edad del Hierro. La leyenda de la vida de San Giulio de Orta dice que la isla fue abandonada en la época romana. Sin embargo, aunque faltan confirmaciones arqueológicas, es posible que la isla fuera un lugar de culto precristiano. Esto explicaría tanto el motivo por el que el evangelizador decidió construir aquí la primera iglesia hacia el 390, como el símbolo ofuscado por la legendaria infestación de serpientes y dragones. Esos reptiles serían una alegoría del Mal y, según los cristianos de esa época, del paganesimo. Las investigaciones arqueológicas han arrojado luz sobre los restos de una antigua iglesia que se remonta a finales del siglo V y a los principios del siglo VII, proporcionándole fundamentos históricos a la Leyenda.
Según la tradición, en el siglo VI Honorato VII, obispo de Novara, reconoció el carácter estratégico de la posición de la Isla y, en general del área del lago de Orta, como baluarte defensivo frente a un posible invasor procedente del Simplon y dirigido hacia las llanuras de Novara. Empezó la edificación de obras defensivas en la isla, que en el siglo XI Arnolfo describió como inexpugnabile municipium. Según una tradición todavía controvertida, el castrum construido por Honorato se ha identificado con el castillo de la isla citado por el poeta y obispo de Pavia Enodio (lib. II Carm.).
El castillo incluía los restos de la iglesia erigida por San Giulio en el interior de una torre, después convertida en cárcel.
En época longobarda la isla estaba fortificada y, según el testimonio de Paolo Diacono, aquí vivió el Duque Mimulfo, definido "ducem de insula Sancti Iuliani" (o Julii). Mimulfo fue decapitado en el año 590 bajo las órdenes de Agilulfo porque había sido considerado culpable de traición por favorecer (o por lo menos, por no obstaculizar) el tránsito de Audoaldo, condotiero del rey de los Francos Childeberto II. Durante unas excavaciones arqueológicas realizadas en 1697 se halló un sarcófago en piedra con un esqueleto sin cabeza y con una inscripción "MEINUL...", ya desaparecida en el siglo XIX. El sarcófago está en la entrada de la basílica y ahora se utiliza para las ofrendas.
Durante casi cuatro siglos la isla no fue mencionada; fue citada en el año 957 cuando, como consecuencia de los contrastes con los obispos-condes de Novara, Berengario II de Italia se atrincheró aquí junto a su hijo Adalberto. Los dos fueron asediados por Liudolfo, hijo de Otón I emperador del Sacro Imperio Romano, llamado en ayuda de los obispos-condes. Berengario fue derrotado, pero, después de la muerte de Liudolfo, volvió a tomar poder hasta la conquista de Pavía (961) por Otón I. Berengario se retiró en el Fuerte de San Leo, mientras que su mujer Willa se refugió en la isla, llevándose todos los tesoros guardados en el palacio de Pavía. Dado que se esperaba un largo asedio, aumentó las fortificaciones y el castillo fue rodeado de muros, llamados "los muros de la reina". 
El asedio de la isla empezó en el mayo del año 962. Después de la ocupación de los castillos de la costa se bloquearon todos los accesos a la isla, que resistió dos meses a los continuos ataques de la flota imperial. Una vez vencida a Willa, Otón II se apropió de los tesoros, pero permitió que la reina se reuniese a su marido en San Leo. Otón autorizó el bautizo de un niño nacido durante el asedio, hijo de Perinzia (hermana de Arduino de Ivrea) y de uno de los defensores de la isla, Roberto de Volpiano. El niño, que recibió el mismo nombre del hijo del emperador Guillermo arzobispo de Maguncia, llegó a ser el abad Guillermo de Volpiano.
El 29 julio de 962 Otón II devolvió la isla a los obispos-condes y, al mismo tiempo, donó a los canónigos de la isla dos feudos del contado de Pombia, imponiendo oraciones cotidianas en su favor. El documento de este acto, guardado en la sacristía de la basílica de San Giulio, es el primer documento oficial que atestigua el dominio obispal sobre la Costa de San Giulio.  La isla fue heredada por elEmperador Federico I de Hohenstaufen, llamado Barbarroja, porque la madre era heredera de los emperadores sajones y bávaros.
Desde 1219 los obispos de Novara tomaron en fideicomiso por parte del Ducado de Suabia la plena soberanía sobre el territorio de la Costa de San Giulio, cuyo centro religioso y administrativo era la isla. Sin embargo, las actividades económicas se trasladaron gradualmente hacia el cercano burgo de Orta. Por ese motivo, durante el siglo XVII el lago acabó con ese nombre, mientras que en la Edad Media era conocido como Lago de San Giulio.
La ocupación del castillo desempeñó un papel importante durante los disturbios: los habitantes de la Costa defendieron con valentía su libertad contra las tropas mercenarias procedentes del cercano Ducado de Milán en la primera mitad del siglo XVI.
En 1560 la población se opuso a la tentativa de enfeudación por parte del obispo de Novara Giovanni Antonio Serbelloni en favor de una familia que conocía bien. Desde ese momento, los obispos de Novara, como consecuencia de las protestas enviadas a Roma, fueron obligados a jurar no ceder parte del territorio. Ese episodio establece también el inicio del lento ocaso del poder de los obispos-condes.
A lo largo del siglo XVIII el área de Novara entró en el dominio del Reino de Cerdeña y en el septiembre de 1767 los habitantes de la Costa juraron fidelidad al rey en el palacio obispal de la isla. Los Obispos de Novara siguieron desempeñando el papel administrativo del territorio con el título de Príncipes de San Giulio y de Orta hasta 1817, perdiendo definitivamente todos los privilegios feudales en 1819.
En 1841 el castillo medieval fue derribado para dejar espacio al nuevo gran Seminario Obispal, obra del arquitecto lombardo Ferdinando Caronesi.
Una calle peatonal recorre todo el perímetro de la isla, bordeando las antiguas casas de los canónigos. Una de las más antiguas perteneció a Cesare Augusto Talón, fabricante de pianos artesanales y afinador de Arturo Bendecidos Michelangeli. Cada año en esa casa tiene lugar un apreciado festival de música. Por la calle peatonal hay muchos aforismos sobre el silencio y la meditación en diferentes lenguas.
En 1973 se fundó en la isla un monasterio benedictino, la Abadía Mater Ecclesiae, donde se llevan a cabo importantes investigaciones, estudios y traducciones de textos antiguos.
El monasterio alberga también un laboratorio de restauración y un centro de investigación y estudios sobre tejidos antiguos. Desde hace unos años el monasterio está situado en el interior del ex seminario.

## La isla de San Giulio en la literatura
En la isla de San Giulio se ambienta la novela corta de Gianni Rodari Érase dos veces el barón Lamberto.
La isla se menciona varias veces en la novela Número cero de Umberto Eco, que se cierra con la frase La isla de San Giulio resplandecerá de nuevo en el sol.

## La isla de San Giulio en el cine
La isla de San Giulio fue elegida para el rodaje de la película La correspondencia de Giuseppe Tornatore. El pueblo histórico en la película se llama "Borgo Ventoso" y hay muchas escenas en las orillas del lago, rodadas en la isla y en la costa.

## Véase también

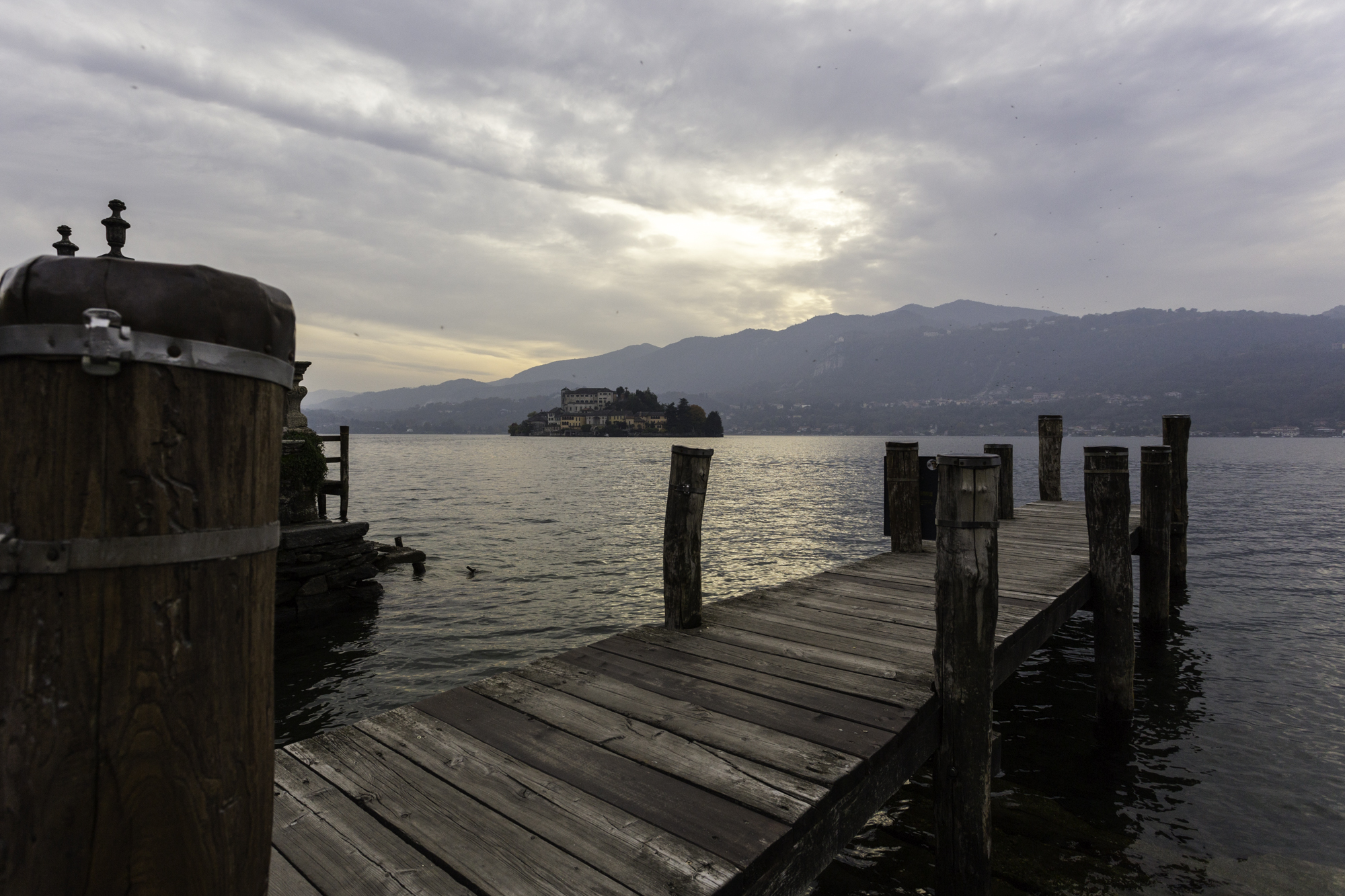
Isla de San Giulio desde el embarcadero de Orta San Giulio

## Otros proyectos
- Wikimedia Commons alberga una categoría multimedia sobre Isola di San Giulio
- Wikivoyage alberga guías de viajes de o sobre Isola di San Giulio